# خوليو سيزار (فنان قتال مختلط)
خوليو سيزار (بالبرتغالية: Julio Cesar Neves Jr.) هو فنان قتال مختلط برازيلي، ولد في 25 أبريل 1994 في البرازيل.

## وصلات خارجية
- خوليو سيزار على موقع شيردوغ (الإنجليزية)
- خوليو سيزار على موقع IMDb (الإنجليزية)